# Creagrutus
Genre
Creagrutus est un genre de poissons téléostéens de la famille des Characidae et de l'ordre des Characiformes.

## Liste d'espèces
Selon FishBase (9 juin 2015) :
- Creagrutus affinis Steindachner, 1880
- Creagrutus amoenus Fowler, 1943
- Creagrutus anary Fowler, 1913
- Creagrutus atratus Vari & Harold, 2001
- Creagrutus atrisignum Myers, 1927
- Creagrutus barrigai Vari & Harold, 2001
- Creagrutus beni Eigenmann, 1911
- Creagrutus bolivari Schultz, 1944
- Creagrutus brevipinnis Eigenmann, 1913
- Creagrutus britskii Vari & Harold, 2001
- Creagrutus calai Vari & Harold, 2001
- Creagrutus caucanus Eigenmann, 1913
- Creagrutus changae Vari & Harold, 2001
- Creagrutus cochui Géry, 1964
- Creagrutus cracentis Vari & Harold, 2001
- Creagrutus crenatus Vari & Harold, 2001
- Creagrutus ephippiatus Vari & Harold, 2001
- Creagrutus figueiredoi Vari & Harold, 2001
- Creagrutus flavescens Vari & Harold, 2001
- Creagrutus gephyrus Böhlke & Saul, 1975
- Creagrutus gracilis Vari & Harold, 2001
- Creagrutus guanes Torres-Mejia & Vari, 2005
- Creagrutus gyrospilus Vari & Harold, 2001
- Creagrutus hildebrandi Schultz, 1944
- Creagrutus holmi Vari & Harold, 2001
- Creagrutus hysginus Harold, Vari, Machado-Allison & Provenzano, 1994
- Creagrutus ignotus Vari & Harold, 2001
- Creagrutus kunturus Vari, Harold & Ortega, 1995
- Creagrutus lassoi Vari & Harold, 2001
- Creagrutus lepidus Vari, Harold, Lasso & Machado-Allison, 1993
- Creagrutus machadoi Vari & Harold, 2001
- Creagrutus maculosus Román-Valencia, García-Alzate, Ruiz-C. & Taphorn, 2010
- Creagrutus magdalenae Eigenmann, 1913
- Creagrutus magoi Vari & Harold, 2001
- Creagrutus manu Vari & Harold, 2001
- Creagrutus maracaiboensis (Schultz, 1944)
- Creagrutus maxillaris (Myers, 1927)
- Creagrutus melanzonus Eigenmann, 1909
- Creagrutus melasma Vari, Harold & Taphorn, 1994
- Creagrutus menezesi Vari & Harold, 2001
- Creagrutus meridionalis Vari & Harold, 2001
- Creagrutus molinus Vari & Harold, 2001
- Creagrutus mucipu Vari & Harold, 2001
- Creagrutus muelleri (Günther, 1859)
- Creagrutus nigrostigmatus Dahl, 1960
- Creagrutus occidaneus Vari & Harold, 2001
- Creagrutus ortegai Vari & Harold, 2001
- Creagrutus ouranonastes Vari & Harold, 2001
- Creagrutus paraguayensis Mahnert & Géry, 1988
- Creagrutus paralacus Harold & Vari, 1994
- Creagrutus pearsoni Mahnert & Géry, 1988
- Creagrutus peruanus (Steindachner, 1876)
- Creagrutus petilus Vari & Harold, 2001
- Creagrutus phasma Myers, 1927
- Creagrutus pila Vari & Harold, 2001
- Creagrutus planquettei Géry & Renno, 1989
- Creagrutus provenzanoi Vari & Harold, 2001
- Creagrutus runa Vari & Harold, 2001
- Creagrutus saxatilis Vari & Harold, 2001
- Creagrutus seductus Vari & Harold, 2001
- Creagrutus taphorni Vari & Harold, 2001
- Creagrutus tuyuka Vari & Lima, 2003
- Creagrutus ungulus Vari & Harold, 2001
- Creagrutus varii Ribeiro, Benine & Figueiredo, 2004
- Creagrutus veruina Vari & Harold, 2001
- Creagrutus vexillapinnus Vari & Harold, 2001
- Creagrutus xiphos Vari & Harold, 2001
- Creagrutus yanatili Harold & Salcedo, 2010
- Creagrutus zephyrus Vari & Harold, 2001

### Note
Selon, D'Agosta, F.C.P. & de Lima Pastana, M.N. (2014) également:
- Creagrutus nigrotaeniatus D'Agosta & de Lima Pastana, 2014[2]